# Seila crocea
Seila crocea là một loài ốc biển nhỏ, là động vật thân mềm chân bụng sống ở biển trong họ Cerithiopsidae.